# Оменья
Оменья (італ. Omegna, п'єм. Omegna) — муніципалітет в Італії, у регіоні П'ємонт,  провінція Вербано-Кузіо-Оссола.
Оменья розташована на відстані близько 550 км на північний захід від Рима, 105 км на північний схід від Турина, 13 км на південний захід від Вербанії.
Населення — 15 541 особа (2014).

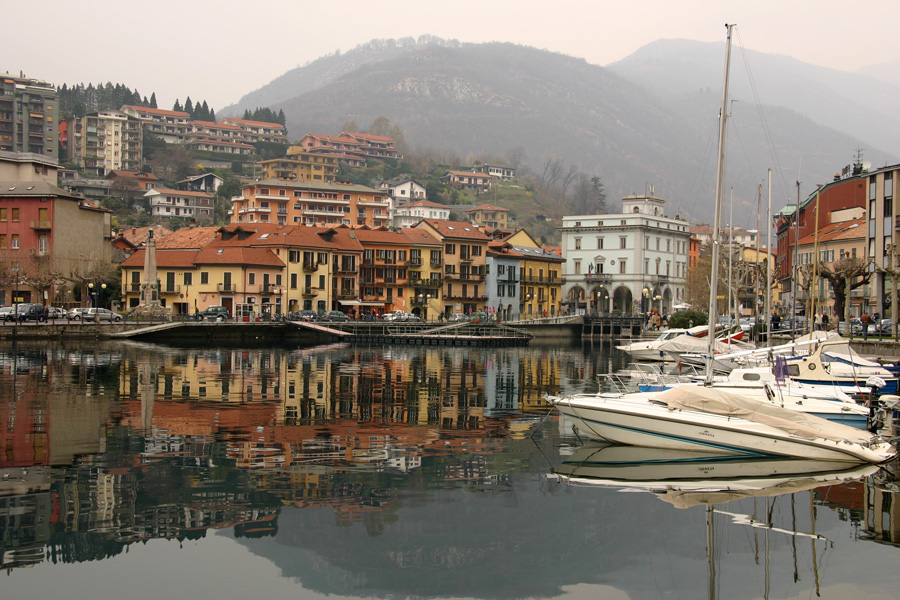

Щорічний фестиваль відбувається 7 грудня. Покровитель — Sant'Ambrogio.

## Демографія
Населення за роками:

Станом на 1 січня 2023 року в муніципалітеті офіційно проживало 860 іноземців з 54 країн, серед них 98 громадян країн Євросоюзу та 202 громадяни України.

## Сусідні муніципалітети
- Армено
- Казале-Корте-Черро
- Джерманьо
- Джиньєзе
- Гравеллона-Точе
- Ноніо
- Петтенаско
- Куарна-Сопра
- Куарна-Сотто
- Стреза
- Вальстрона